# فيك ستيل
فيك ستيل (بالإنجليزية: Vic Steele)‏ هو عازف قيثارة بريطاني، ولد في 8 مايو 1945 في مانشستر في المملكة المتحدة.

## وصلات خارجية
- فيك ستيل على موقع ميوزك برينز (الإنجليزية)